# TT281
La tombe thébaine TT 281 est située à Deir el-Bahari derrière Cheikh Abd el-Gournah, dans la nécropole thébaine, sur la rive ouest du Nil, face à Louxor en Égypte. Cette tombe appartient au roi Montouhotep III de la XIe dynastie,,.

## Description
Montouhotep III choisit de se faire construire une tombe avec un temple funéraire à une centaine de mètres du temple funéraire de son père, derrière la colline de Cheikh Abd el-Gournah ; le monument resta inachevée. Peu de choses restent de ce temple : il ne reste que les vestiges d'une chaussée aboutissant à la plateforme du temple et un passage en pente creusé dans la paroi rocheuse ; ce passage mène à une chambre au plafond en encorbellement, construite en blocs de quartzite rouge. Des graffitis hiératiques gravés à cet endroit semblent avoir été écrits par des prêtres du culte funéraire du roi et indiquent que, malgré l'inachèvement du monument, l'enterrement du roi a bien eu lieu.